# Apodasmia brownii
Apodasmia brownii är en gräsväxtart som först beskrevs av Joseph Dalton Hooker, och fick sitt nu gällande namn av Barbara Gillian Briggs och Lawrence Alexander Sidney Johnson. Apodasmia brownii ingår i släktet Apodasmia och familjen Restionaceae. Inga underarter finns listade i Catalogue of Life.